# Palucca (fartyg)
Palucca är ett passagerarfartyg i trafik på Göta kanal. Palucca levererades 1977 från Husumer Schiffswerft GmbH i Husum i Tyskland till Detlef Dethlefs i List i Tyskland. Fartygets varvsnummer är 1420. Skrovet är av stål.

| Fartygsdata | Vid leverans från varv | Idag        |
| ----------- | ---------------------- | ----------- |
| Längd öa    |                        | 31,78 meter |
| Bredd       |                        | 6,56 meter  |
| Djupgående  |                        | 1,66 meter  |
| Brt/Nrt     |                        | 214/143 ton |

Fartyget är utrustat med 2 st Deutz SBA 12M816 om 520 hk som ger fartyget en fart av 10,5 knop. 
Passagerarkapacitet är 220 passagerare.

## Historik
- 1976 7 december. Kölen sträcktes.
- 1977 18 april. Fartyget sjösattes.
- 1977 7 maj. Fartyget levererades till Detlef Dethlefs 1985. Fartyget köptes av Karlsborgs Marina AB i Karlsborg för 2,4 milj kr. Det sattes i trafik på Göta kanal och Vänern.
- 1986 Fartyget hyrdes ut till Rederi AB Kust & Hav i Dalarö. Det sattes i trafik under namnet Kustlinjen på traden Byxelkrok-Västervik-Nynäshamn-Dalarö-Norrtälje-Öregrund.
- 1987 Fartyget var åter i trafik på Göta kanal och Vänern för Karlsborgs Marina AB.
- 1988 Karlsborgs Marina AB ändrade namn till Rederi AB Karlsborgs Marina med säte i Karlsborg. Fartyget hyrdes ut till Bohus Line i Göteborg. Det döptes om till Poseidon.
- 1989 Fartyget var åter hos Rederi AB Karlsborgs Marina. Det döptes om till Stella Polaris.
- 1993 Fartyget köptes av Sven Willi Paulsen på Sylt i Tyskland för 4,2 milj kr. Det döptes om till Adler X och sattes i trafik på traden Altwarp-Nuvo Warpno.

Not! Utöver detta fartyg som haft namnet Stella Polaris har Rederi AB Karlsborgs Marina ett senare fartyg med namnet Stella Polaris.